# 馬菲·拿殊
馬菲·拿殊（英語：Matthew Nash，1981年4月3日—），是一名澳洲職業足球員，司職門將，現效力澳職球會中岸水手。
2013年在悉尼效力時得不到上陣機會，轉會到次級的白鷹。2014年加盟中岸水手，但同樣擔任後備。

## 外部連結
- 中岸水手官網 球員資料 （页面存档备份，存于）
- soccerway的中岸水手資料庫 （页面存档备份，存于）